# خط أنابيب دولة أباد-سرخس-خانكيران
خط أنابيب دولة أباد-سرخس-خانكيران هو خط أنابيب لنقل الغاز الطبيعي بين تركمانستان وإيران بطول 182 كيلومترا، افتتح في يناير 2010، الخط يمتد من حقل دولة أباد في جنوب جمهورية تركمانستان ويصل إلى مدينة سرخس الحدودية ثم يصل إلى مصفاة خانكيران في محافظة خرسان شرق إيران. يبلغ قطر خط الأنابيب 48 إنشا والطاقة التصميمية القصوى للنقل تصل لنحو 12 مليار متر مكعب من الغاز بالسنة. تبرز أهمية الخط في تنويعه لطرق تصدير الغاز من تركمانستان، مما ضاعف كمية الغاز المصدرة إلى إيران. بالنسبة لإيران فالخط يتيح لها التعامل مع نقص الغاز في شمال البلاد. بدأ ضخ الغاز عبر الخط في 3 يناير 2010، وقد أقيم حفل افتتاح الخط في تركمانستان في 6 يناير 2010.